# Ernst Ludwig Carl
Ernst Ludwig Carl (* 6. Februar 1682 in Öhringen, Hohenlohe; † 11. Juli 1742 in Wien) war ein deutscher Wirtschaftswissenschaftler und Politiker.
Carl begann 1699 an der Universität Halle Theologie bei August Hermann Francke zu studieren. Bereits im darauffolgenden Jahr wechselte zu Christian Thomasius und studierte bei diesem Jura. 1706 beendete Carl erfolgreich sein Studium.
1708 trat Carl in den Dienst des fränkischen Fürstenhauses Hohenzollern und wurde Sekretär in deren Verwaltung. 1712 wurde er in Ansbach zum geheimen Rat befördert und als solcher Assessor beim kaiserlichen Landgericht in Nürnberg. Zwischen 1720 und 1734 wirkte Carl in Paris als Bevollmächtigter und Vertreter des Hauses Oettingen und auch einiger süddeutscher Bankiers. Während dieser Zeit engagierte sich Carl vermehrt für Wirtschaftsfragen und veröffentlichte seine Studien auch in Buchform. Mit diesen Theorien gilt Carl heute noch unter anderem als Vorgänger von François Quesnay.
1734 kehrte Carl nach Ansbach zurück, bekam aber keine erneute Anstellung. Durch seine Kontakte aus Paris wurde er von Prinz Eugen nach Wien geholt, dem er bis zu dessen Tod 1736 als Verwaltungsfachmann diente.
Bis zu seinem Tod am 11. Juli 1742 führte Carl – allerdings ergebnislos – verschiedene Prozesse gegen seine früheren Arbeitgeber, für die er in Paris größere Summen vorgestreckt und nicht wiederbekommen hatte.

## Werke (Auswahl)
- Traité de la richesse des princes et de leurs états: et des moyens simples et naturels pour y parvenir. 3 Teile. Paris 1722–1723.